# 安茹帝国
安茹帝国（英語：Angevin Empire）是一个历史术语，是历史学家对金雀花王朝统治英格兰和法兰西西部时代的称号，但從法理角度來說，它並不是一個真正的帝國。
12世纪后半叶开始，由英格兰国王亨利二世和他的继承人理查一世和约翰统治的安茹帝国。安茹帝国幅员从苏格兰直到比利牛斯山。因为亨利的父亲为安茹伯爵，因此三位国王都称为安茹国王。1150年，亨利二世为诺曼第公爵，1151年，亨利二世为安茹伯爵，1152年，与阿基坦的埃莉诺结婚，成为阿基坦公国的继承人。1171年亨利二世之子杰弗里任布列塔尼公爵，布列塔尼也并入安茹帝国。1154年亨利二世成为英格兰国王，直接统治全英格兰和南威尔士，对北威尔士的领土圭内斯有宗主权。1171年，安茹王国吞并爱尔兰。1174年—1189年苏格兰臣服于亨利二世。1214年亨利二世的儿子约翰因为丧失了在欧洲大陆除吉耶讷以外的领土而被称为无地王约翰。